# Руки вгору! (фільм)
«Руки вгору!» (рос. «Руки вверх!») — радянська дитяча музична кінокомедія 1981 року за мотивами повісті Льва Давидичева «Руки вгору! або Ворог № 1».

## Сюжет
Лиходій Шито-Крито хоче захопити світ. Для цього він має намір застосувати надзвичайно ефективний препарат «балдін», який всіх дітей перетворить в ледарів, пройдисвітів і двієчників. Його приголомшливо круті підручні агенти починають операцію «Братики-дармоїди». Однак з самого початку у них не ладиться, і супер-препарат впливає не на ту людину… А лоботряси, розгільдяї і бешкетники опиняються в потрібному місці і в потрібний час, і плани лиходія виявляються зірвані.

## У ролях
- Рамаз Чхиквадзе — Шито-Крито, полковник (озвучує Юрій Волинцев)
- Ірина Муравйова — Єгорова Марія Михайлівна, вчителька
- Георгій Віцин — Фонді-Монді-Дунді-Пек, агент Рекс-000
- Тетяна Пельтцер — бабуся, Наталія Миколаївна
- Олена Григор'єва — агент «Стрекоза»
- Дмитро Попов — «Сан-Санич» (Саша Горшков)
- Федір Стуков — Толя Глотов
- Станіслав Яворський — Дімка «Жмот»
- Олексій Орєшкін — Петя «Атас»
- Михайло Косорецький — Сергій «Млявий»
- Володимир Лакштанов — Вадим Сидоров
- Вадим Александров — «Мяу», агент
- Валентин Букін — «Бугемот», агент
- Валерій Лисенков — «Канареєчка», агент
- Олексій Панькин — Лахітов, офіцер
- Валентин Белоусов — Фон-Гадке (озвучує Ігор Ясулович)

## Знімальна група
- Режисер — Володимир Грамматиков
- Сценаристи — Володимир Грамматиков, Лев Давидичев, Олександр Мар'ямов
- Оператор — Ігор Клебанов
- Композитор — Олексій Рибников
- Художник — Ольга Кравченя